# سانتوس إريارتي
فيكتوريانو سانتوس إريارتي (بالإسبانية: Victoriano Santos Iriarte) الشهير باسم سانتوس إريارتي (2 نوفمبر 1902 في كانيلونيس، الأوروغواي – 10 نوفمبر 1968 في مونتيفيديو ، الأوروغواي) لاعب كرة قدم أوروغواياني كان يجيد اللعب في مركز المهاجم . كان يطلق عليه لقب الكناري .
لعب فيرنانديز في نادي راسينغ مونتيفيديو ثم انتقل إلى نادي بينارول .
لعب إريارتي جميع مباريات منتخب الأوروغواي الأربع في بطولة كأس العالم لكرة القدم 1930 وسجل خلالهم هدفين الأول في مرمى منتخب يوغوسلافيا في الدور النصف النهائي والثاني في الدقيقة 68 في مرمى منتخب الأرجنتين في المباراة النهائية وبالتالي صارت النتيجة التقدم 3-2 علما بأنها انتهت 4-2 .

## روابط خارجية
- سانتوس إريارتي على موقع الاتحاد الدولي (مؤرشف)  (الإنجليزية)
- سانتوس إريارتي على موقع قاعدة بيانات كرة القدم.إي يو (الإنجليزية)
- سانتوس إريارتي على موقع ناشيونال فوتبول تيمز (الإنجليزية)
- سانتوس إريارتي على موقع Soccerway.com (الإنجليزية)
- سانتوس إريارتي على موقع عالم كرة القدم.نت (الإنجليزية)